# Armando Lauro
Armando Lauro (Pietra Marazzi, 25 giugno 1900 – Torino, 15 gennaio 1970) è stato un calciatore italiano.

## Carriera
Crebbe nelle giovanili dell'Alessandria e vestì la maglia del club piemontese per la maggior parte della sua carriera; difensore e mediano, visse gli anni più ricchi di successi della squadra, vincendo una Coppa CONI nel 1926 e sfiorando la vittoria dello scudetto nella stagione 1927-28; con 233 presenze in gare ufficiali (222 in campionato e 11 in Coppa CONI) è il sesto giocatore più presente in maglia grigia. Lasciò la squadra nel 1932, andando a chiudere la carriera nelle serie minori con Cagliari (Serie B), Torres e Piombino (Serie C).

## Palmarès

### Club

#### Competizioni nazionali
- Coppa CONI: 1

Alessandria: 1926